# Aspicilia mansourii
Aspicilia mansourii é uma espécie de líquen da família Megasporaceae. Foi descrito cientificamente em 2011.